# Islote Ihl
Die Islote Ihl ist eine Insel mit einem Durchmesser von nicht mehr als 60 m vor der Fallières-Küste des Grahamlands auf der Antarktischen Halbinsel. Sie liegt rund 50 m westlich des südwestlichen Ausläufers der Neny-Insel in der Marguerite Bay.
Chilenische Wissenschaftler benannten sie nach Pablo Carlos Fernando Ihl Clericus (1907–1966), Leiter der Kommission des militärisch-geografischen Instituts Chiles, der an Bord der Angamos an der 1. Chilenischen Antarktisexpedition (1946–1947) teilgenommen hatte.